# زفاف قسري (فلم)
زفاف قسري (بالإنجليزية: Shotgun Wedding) هو فيلم رومانسي، كوميدي، أكشن أمريكي من إخراج جايسون مور وبطولة جينيفر لوبيز، جوش دوهامل، سونيا براغا، جينيفر كوليدج وليني كرافيتز. من المقرر صدور الفيلم في 29 يونيو 2022.